# Euskerazaintza
Euskerazaintza, Euskeraren Erri Akademia ou Académie populaire de la langue basque, est une association d'écrivains de langue basque, d'enseignants, de poètes et artistes populaires du langage. Euskerazaintza a été créé [Quand ?] pour protéger et renforcer les dialectes basques qui ont été utilisés pendant des siècles, et ce contre la tendance actuelle qui consiste à abandonner le basque dans l'usage populaire, et à le remplacer par un basque unifié.

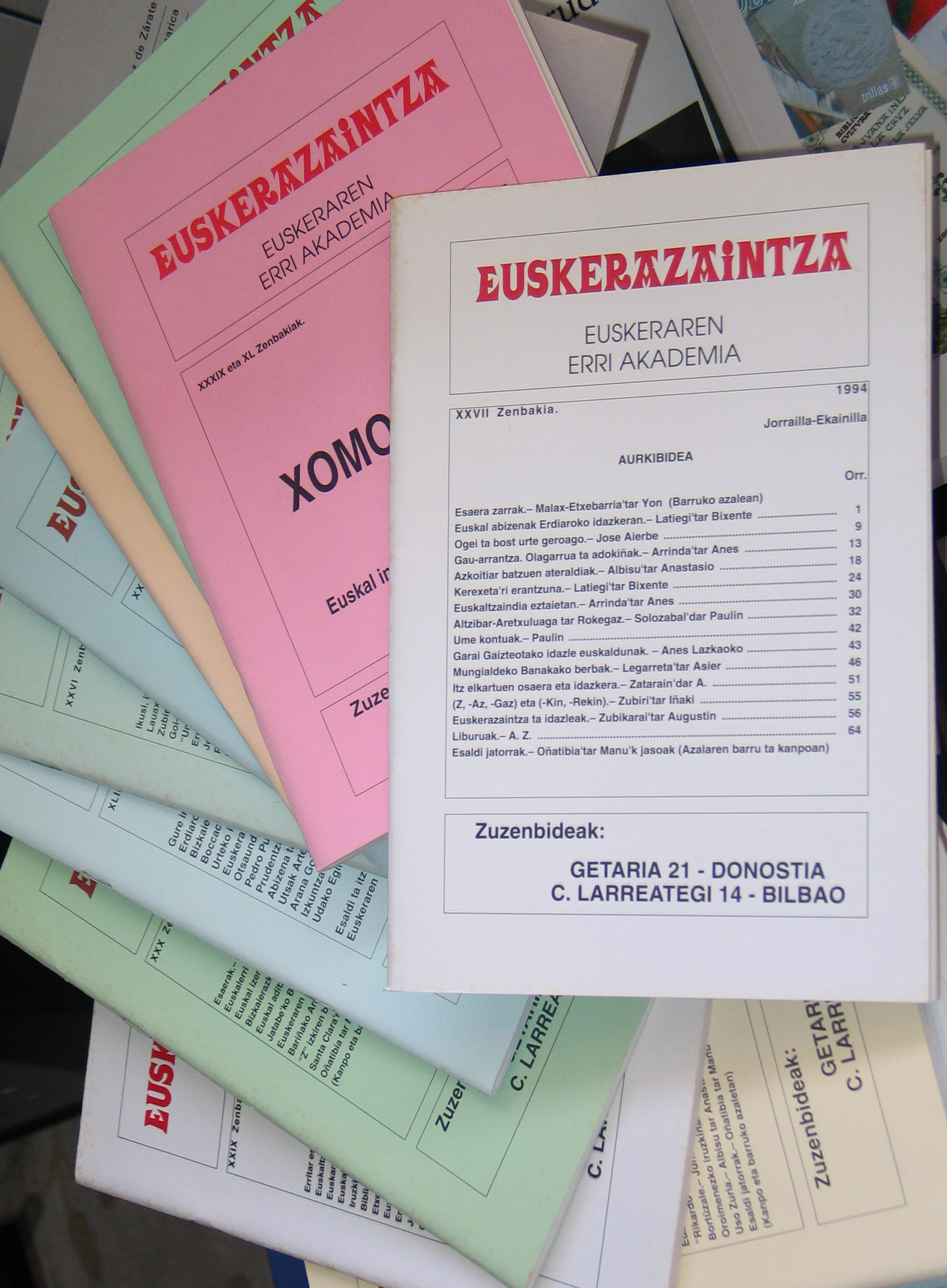
Revues Euskerazaintza, qui portent le même nom que l'association.

Le premier président de l'association est Lino Akesolo. Ensuite Augustin Zubikarai en prendra la charge jusqu'en 2004. Martin Olazar en est le président actuel.
EUSKERAZAINTZA / Euskerazaintza

ERRIZ —ERRI.... / De village en village

EUSKALKIZ EUSKALKI / avec leurs parlers

ERRI EUSKERA LANTZEN. / Travaillant pour le basque populaire.